# Колот Анатолій Михайлович
Анатолій Михайлович Колот (нар. 28 жовтня 1950, Плетений Ташлик) — український вчений-економіст, доктор економічних наук, професор, заслужений діяч науки і техніки України, проректор з науково-педагогічної роботи, професор кафедри управління персоналом та економіки праці КНЕУ імені Вадима Гетьмана. Лауреат Премії НАН України імені М. В. Птухи (2017)
Закінчив Київський інститут народного господарства (1971). Відтоді працював у Науково-дослідному і впроваджувальному центрі вдосконалення організації праці та управління (Київ); 1990–92 — у Київському університеті; від 1992 — у Київському державному економічному університеті: доцент, заступник завідувача кафедри управління трудовими ресурсами, заступник проректора, директор науково-методичного центру, проректор з науково-педагогічної роботи, завідувач кафедри управління персоналом та економіки праці, директор Інституту соціально-трудових відносин.
Аспірантура без відриву від виробництва: КІНГ імені Д. С. Коротченка, 1974 —1978 рр. 
Кандидатська дисертація: «Дослідження питань оцінки і планомірного підвищення рівня організації праці», наук. керівник В. М. Данюк. Захищена в МДУ імені М. В. Ломоносова у 1979.
Докторська дисертація: «Організаційно-економічний механізм регулювання заробітної плати і шляхи його вдосконалення». Захищена в 1998.
Наук. дослідж.: економіка праці, соц.-труд. відносини, соц. політика.
А. М. Колот одним з перших в незалежній Україні розпочав фундаментальні дослідження проблем оплати праці в умовах становлення та розвитку ринкової економіки, соціального партнерства, соціальної згуртованості, соціальної відповідальності суб'єктів економіки, держави та громадянського суспільства, соціальної політики. Активно працює над розробкою нових нормативно-правових актів у сфері вищої освіти України. Зробив вагомий внесок у реалізацію основних принципів Болонської декларації при підготовці висококваліфікованих фахівців економічних напрямків підготовки. Займається питаннями соціально-трудових відносин, соціальної політики, мотивації персоналу, соціального діалогу та соціальної відповідальності.
Входить до складу Науково-методичної комісії з економіки і підприємництва, член експертної ради з питань проведення експертизи дисертаційних робіт за напрямом «Економічні науки» Міністерства освіти і науки України, член спеціалізованої вченої ради із захисту дисертацій на здобуття ступеня кандидата і доктора економічних наук, член експертної ради з питань дотримання трудових прав при Представникові Уповноваженого Верховної Ради України з прав людини. Є членом редколегій провідних наукових журналів та збірників наукових праць у галузі економіки. З 2011 р. — дійсний член Міжнародної академії наук вищої школи (Російська Федерація).
Автор та співавтор понад 25 монографій, більше 30 підручників і навчальних посібників. Загальна кількість публікацій перевищує 310 найменувань.
Під керівництвом А. М. Колота підготовлено й успішно захищено 9 дисертацій на здобуття наукових ступенів кандидата і доктора економічних наук.
Нагороджений орденом «За заслуги» 3-го ступеня (2016); трьома срібними медалями ВДНГ СРСР; знаками «Відмінник освіти України», «Петро Могила», «За розвиток соціального партнерства»; почесними грамотами Верховної Ради України, Міністерства праці та соціальної політики України, Київського міського голови; подякою Прем'єр-міністра України; відомчою відзнакою «Знак пошани».
Одружений, має двох дітей.
«Для того, щоб змінити оточуючий світ на краще, необхідно навчитися думати інакше та бути соціально відповідальним» — вислів, що став життєвим кредо А. М. Колота.

## Деякі праці
- Оплата праці на підприємстві: організація та удосконалення, Київ, 1997;
- Мотивація персоналу: Підручник, Київ, 2002;
- Соціально-трудові відносини: теорія і практика регулювання, Київ, 2003;
- Економіка праці та соціально-трудові відносини: Підручник, Київ, КНЕУ, 2009 (співавт.);
- Соціалізація відносин у сфері праці в контексті стійкого розвитку, Київ, 2010 (співавт.);
- Соціально-трудова сфера: стан відносин, нові виклики, тенденції розвитку, Київ, 2010.